# ミュートマス
ミュートマス (Mutemath) は、アメリカ合衆国ルイジアナ州ニューオリンズ出身のロックバンド。ソウル、ヒップホップ、プログレッシブロックなどの影響を受けた楽曲と、強力なリズムセクションを中心とした独創的なライブパフォーマンスが特徴。 

## 来歴
2002年にポール・ミーニーとダレン・キングの二人により結成される。当初はMATHという名前でありプロダクションチームのような形態での活動を想定していたが、次第にサポートメンバーを交えながらバンドの形態での活動へと変化していった。2004年に自身らで立ち上げたレーベル"Teleprompt Records"から『RESET EP』でデビュー。
その後MySpaceなどのインターネットでの口コミが評判となり、2006年にワーナー・ブラザース・レコードより『MUTEMATH』でメジャーデビュー。このアルバムからの楽曲"Typical"のPVでは逆再生を全編に用いた映像を展開しグラミー賞ビデオ部門にノミネートされた。2007年にライブパフォーマンスを収めたDVD『Flesh And Bones Electric Fun』をリリース。また、同年には映画『トランスフォーマー』、翌年には『トワイライト〜初恋〜』に楽曲を提供している。

## メンバー
- ポール・ミーニー(Paul Meany)- ボーカル、エレクトリックピアノ、キーター、シンセサイザー
  - オリジナルメンバー。
- トッド・ガマーマン- ギター、シンセサイザー
  - 2011年、グレッグ・ヒルの脱退に伴い加入。
- ジョナサン・アレン- ベース
  - 2017年、ロイ・ミッチェル・カルデナスのライブ活動休止に伴い加入。
- デヴィッド・ハッチソン- ドラムス
  - 2017年、ダレン・キングの脱退に伴い加入。

元メンバー
- グレッグ・ヒル(Greg Hill)- ギター、シンセサイザー、ヴィブラフォン、ドラムス
  - オリジナルメンバー。
- ロイ・ミッチェル・カルデナス(Roy Mitchell-Cardenas)- ベース、シンセサイザー、ドラムス
  - オリジナルメンバー。家族との時間を優先するため、2017年5月6日以降のライブには参加しない旨を表明。楽曲制作への参加については不詳。
- ダレン・キング(Darren King)- ドラムス、シンセサイザー
  - オリジナルメンバー。

## ディスコグラフィー

### スタジオアルバム
- 2004年 - Reset EP
- 2006年 - Mutemath
- 2009年 - Armistice
- 2011年 - Odd Soul
- 2015年 - Vitals
- 2017年 - Play Dead